# Epizoanthus abyssorum
Epizoanthus abyssorum är en korallart som beskrevs av Addison Emery Verrill 1885. Epizoanthus abyssorum ingår i släktet Epizoanthus och familjen Epizoanthidae. Inga underarter finns listade i Catalogue of Life.